# CHU - Centre Oscar-Lambret
Het metrostation CHU - Centre Oscar-Lambret is een station van metrolijn 1 van de metro van Rijsel. Het is het op een na laatste station van lijn 1 en bevindt zich in de wijk Lille-Sud. Het station is vernoemd naar het universitair medisch centrum CHU en naar de straat waar het station aan ligt, Avenue Oscar-Lambret. In de omgeving ligt het treinstation CHR, meerdere locaties van het ziekenhuis en de faculteit Tandheelkunde van de Université de Lille II.